# Gottfried Daniel Krummacher
Gottfried Daniel Krummacher (* 1. April 1774 in Tecklenburg; † 30. Januar 1837 in Elberfeld (heute zu Wuppertal)) war ein preußischer reformierter Theologe.

## Leben

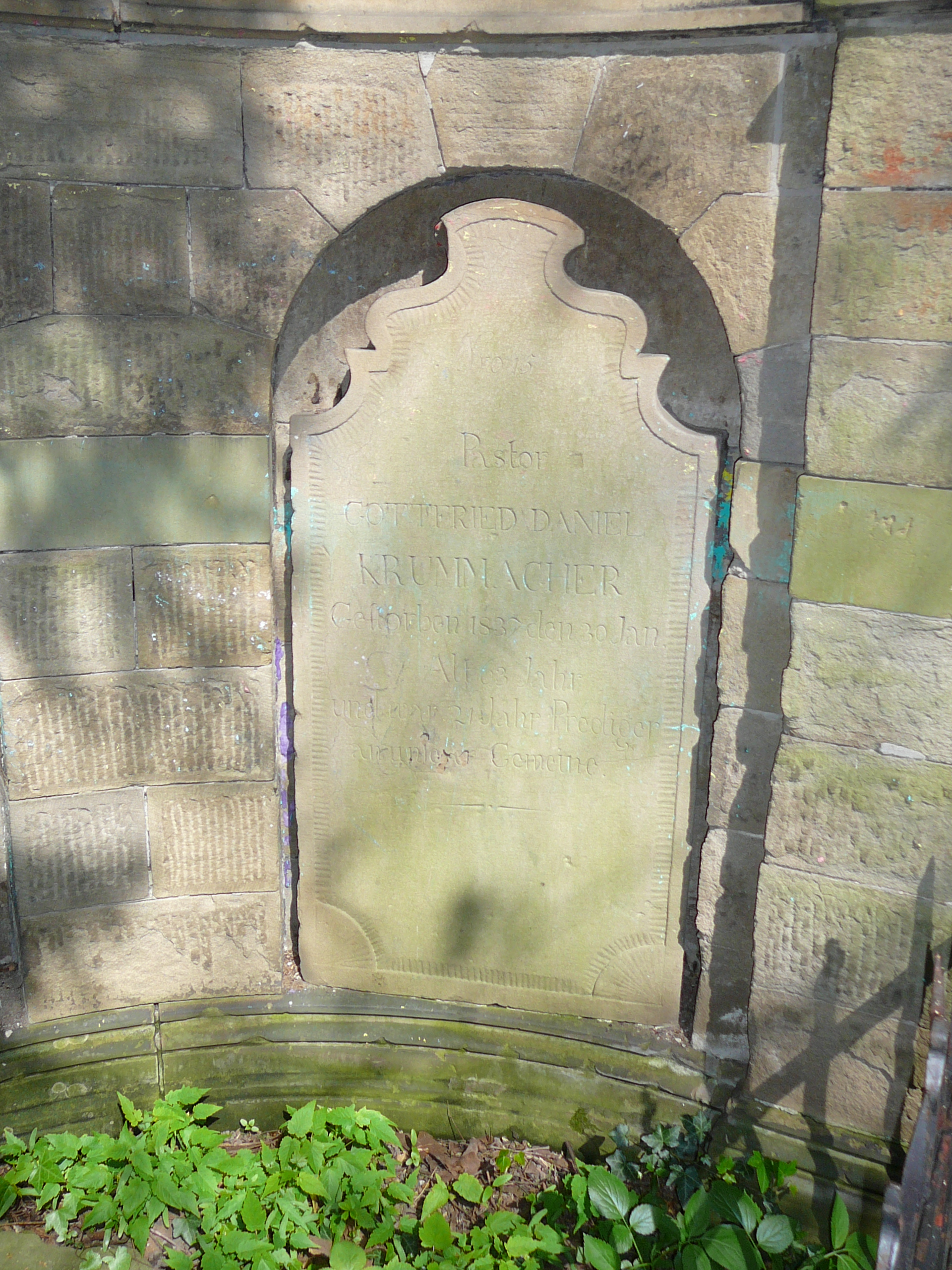
Erhaltener Grabstein Krummachers

Gottfried Daniel Krummacher entstammte der Familie Krummacher aus Westfalen. Er war der jüngere Bruder von Friedrich Adolf Krummacher. Nach dem Studium der Theologie war er ab 1798 Pfarrer in Baerl (heute: Duisburg), ab 1801 in Wülfrath und ab 1816 dann in Elberfeld, dort und in Duisburg ist eine "Krummacherstraße" nach ihm benannt. 
Er war theologisch von Friedrich Adolf Lampe beeinflusst und galt darüber hinaus als ein gemäßigter Vorgänger Hermann Friedrich Kohlbrügges. Durch seine Predigt von der freien Gnade Gottes, die jedes Pathos vermissen ließ, wurde Krummacher zum Haupt der niederrheinischen Erweckungsbewegung.

## Werke
- Etwas über Reformation, Trennung und Vereinigung in zwei Vorträgen. Büschler, Elberfeld 1817, Digitalisierte Ausgabe.
- Sollen wir in der Sünde beharren damit die Gnade desto mächtiger werde? Ein Vortrag gehalten am 24. October 1819. Funcke, Crefeld 1820, Digitalisierte Ausgabe der Universitäts- und Landesbibliothek Düsseldorf.
- Weß soll mich trösten? Eine Predigt am Neujahrstage 1821. Hassel, Elberfeld 1821, Digitalisierte Ausgabe der Universitäts- und Landesbibliothek Düsseldorf.
- Drei Predigten. Hassel, Elberfeld 1824 (Digitalisat)
- Die Wanderungen Israels durch die Wüste nach Kanaan. In Beziehung auf die innern Führungen der Gläubigen. 12 Hefte. Hassel, Elberfeld 1827–1836 (Predigten, mehrere Auflagen, Übersetzungen).
- Der Weg zur Heiligkeit nach Röm 6, 12 und 14. 3 Predigten. Hassel, Elberfeld 1835.
- Hauspostille. Wahrheit zur Gottseligkeit. Eine Sammlung Predigten für alle Sonn- und Festtage. Druck und Verlag der Rheinischen Schul-Buchhandlung, Meurs 1836.
- Das Haupt der Gemeine. Fünf Predigten. Hassel, Elberfeld 1837 (Digitalisat).
- Der Regenbogen. Drei Predigten. Hassel, Elberfeld 1837. (Digitalisat in der Digitalen Bibliothek Mecklenburg-Vorpommern)
- Jakobs Kampf und Sieg. Betrachtet in eilf Frühpredigten in den Jahren 1816–17 über 1. Mos. 32, 24–31. Hassel, Elberfeld 1838.
- Tägliches Manna für die Pilger durch die Wüste. Hassel, Elberfeld 1838.
- Gesammelte Ähren. 58 Predigten. Nebst einigen Briefen desselben. Herausgegeben von Jacob Haarbeck. Verlag der Buchhandlung des Erziehungs-Vereins, Neukirchen bei Moers 1898.